# Penjing

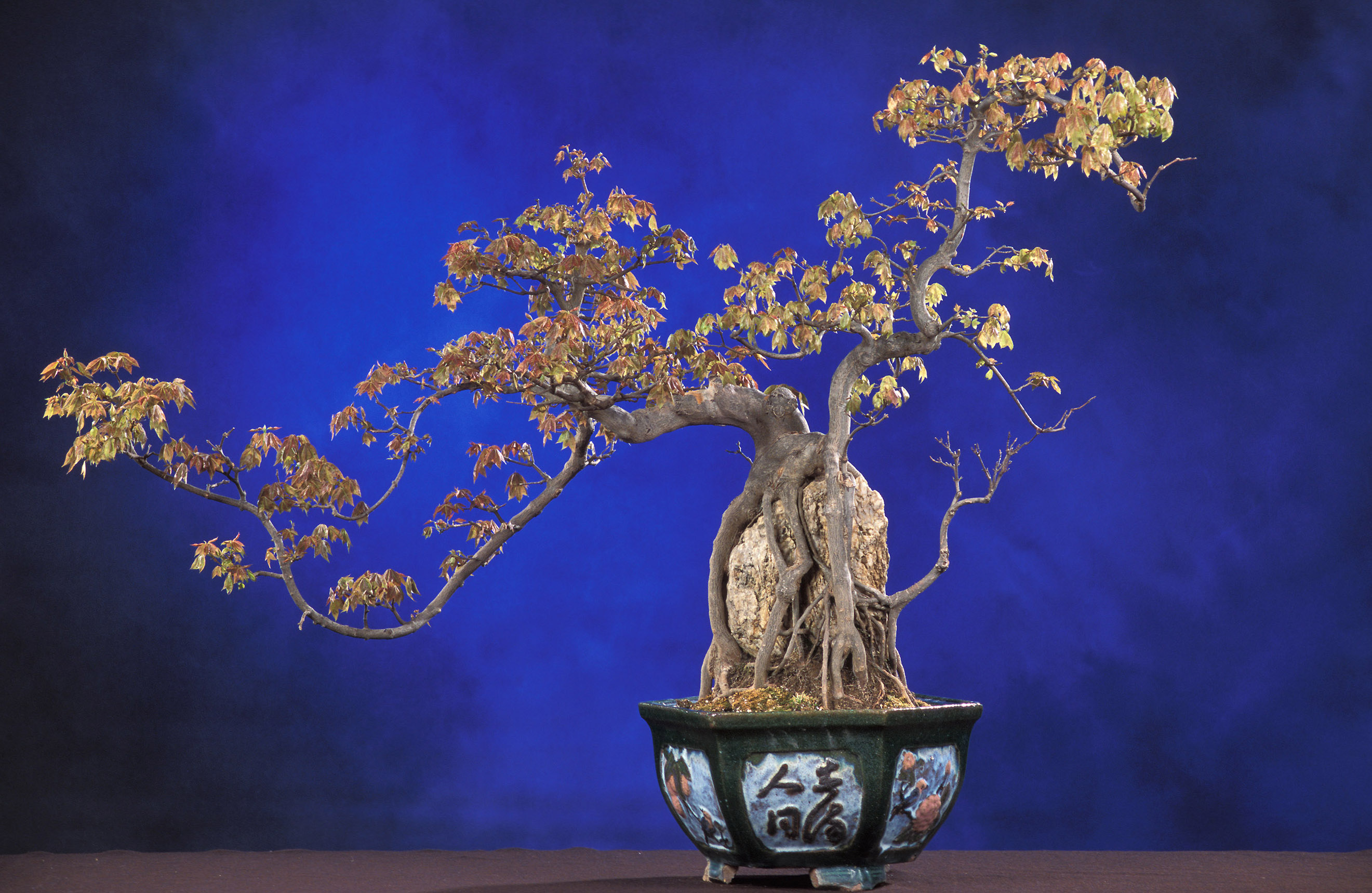
Penjing van Acer buergerianum

Penjing (Chinees: 盆景; 'landschap in bak') of penzai (盆栽; 'plant in bak') is de traditionele Chinese kunst van het cultiveren van bomen en landschappen in miniatuurformaat. Het vertoont veel overeenkomsten met de verwante Japanse tradities van bonsai en saikei, maar is minder gebonden aan esthetische standaarden. Er worden tientallen verschillende stijlen onderscheiden, meestal gebonden aan een specifieke regio.

## Beschrijving

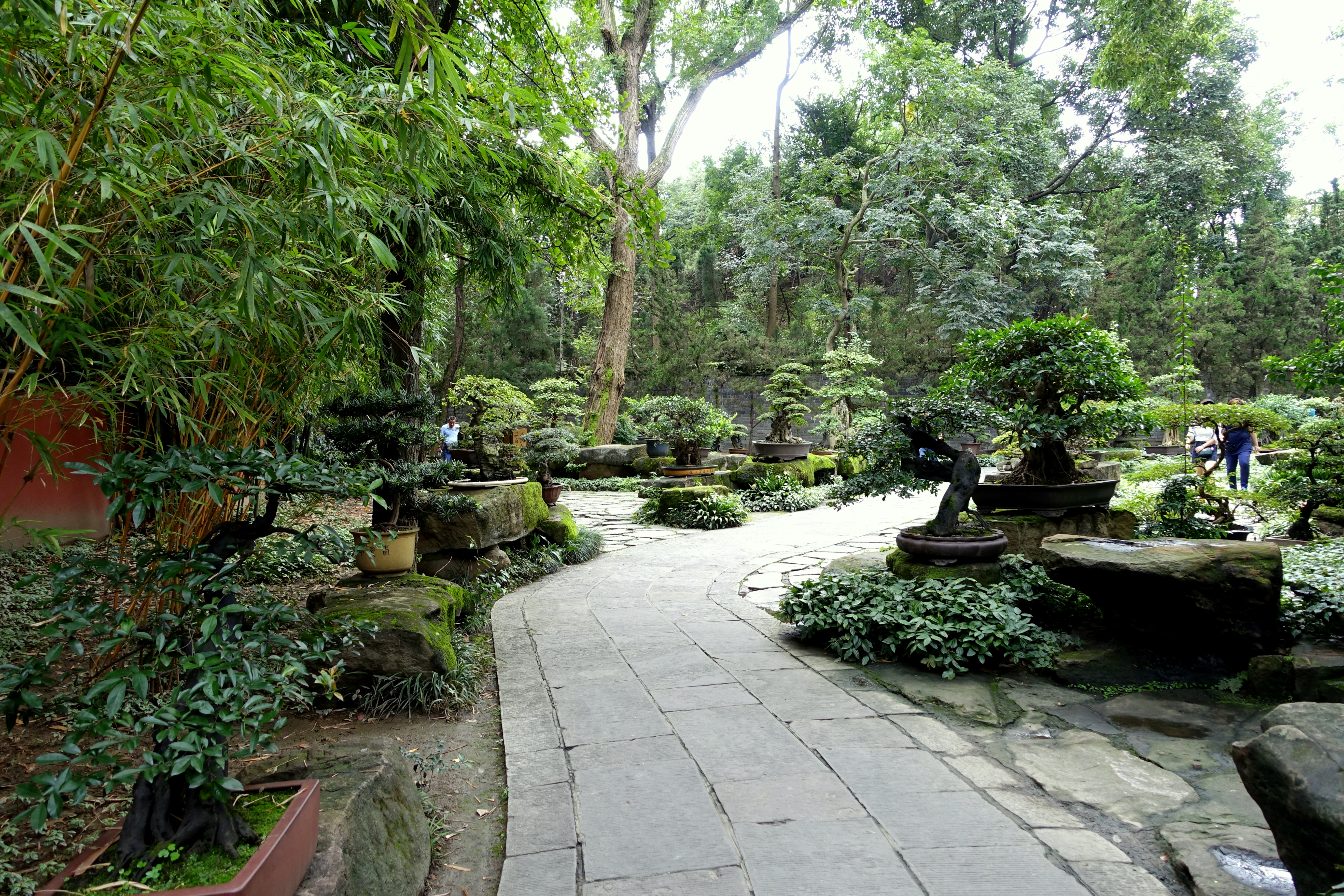
Penjingtuin in Chengdu

Het principe van penjing ligt in het verlengde van dat van de Chinese tuin. Het is een weergave van taferelen die ook in natuurlijke landschappen kunnen worden aangetroffen. Traditioneel wordt een penjingstuk in een tuin geplaatst of juist binnenshuis. In het laatste geval biedt het werk doorgaans een verkleinde weergave van de aangrenzende tuin.

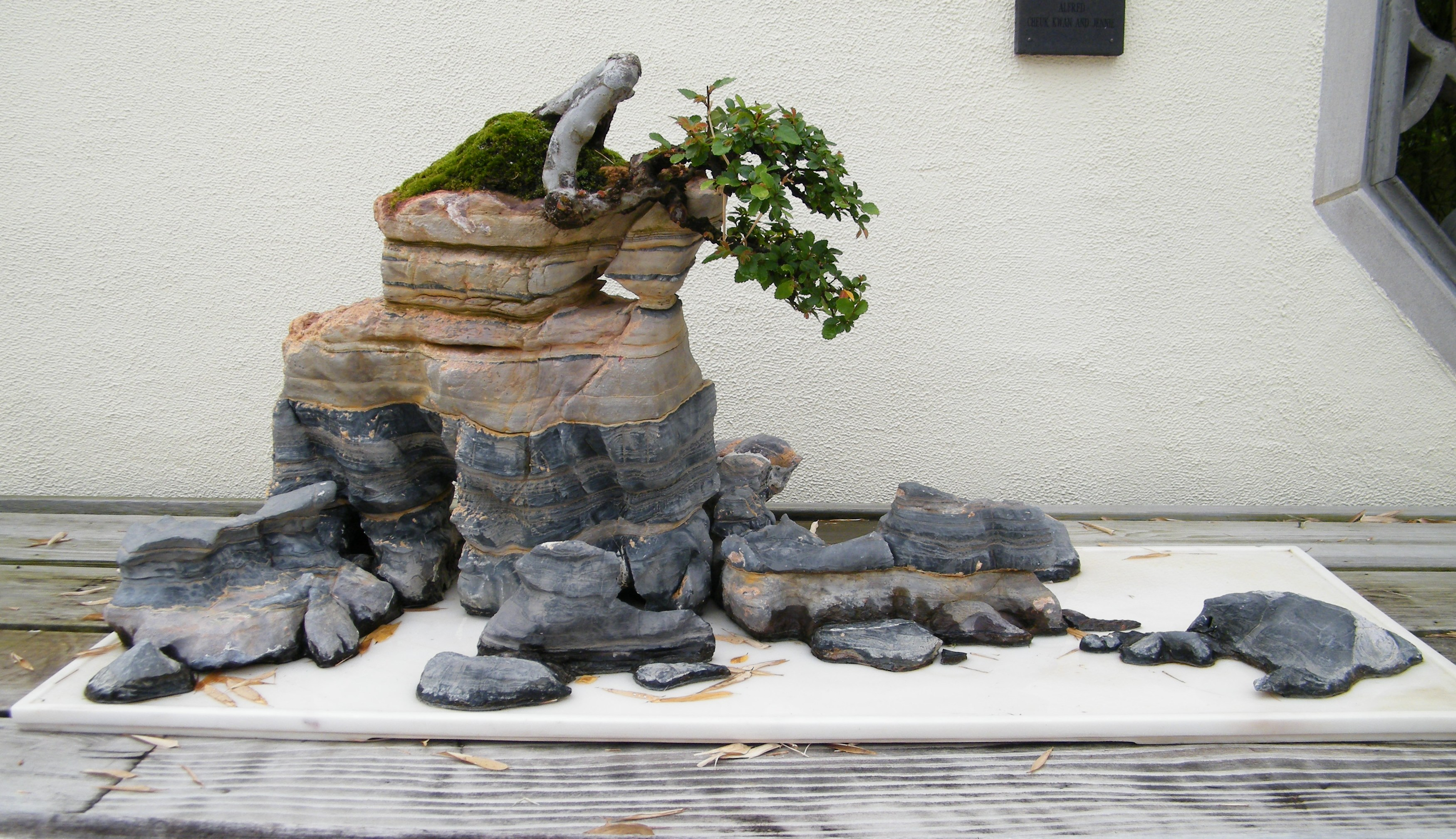
Herfstwinden; een rotspenjing dat door de gemanipuleerde boomvorm en rangschikking van de rotsen een krachtige wind suggereert

Net als de traditionele Chinese tuin is een penjinglandschap zodanig ontworpen dat het van verschillende gezichtspunten kan worden bewonderd; van dichtbij tot vanaf geruime afstand. Om een natuurlijk effect te krijgen worden de planten met zorg geselecteerd en vormgegeven. Er worden planten gebruikt die ondanks een klein formaat een volgroeide indruk wekken. Hiervoor worden onder andere bomen en struiken gebruikt die door snoei en het gebruik van metaaldraad in vorm zijn gebracht. Door de vorm van de boom kunnen bepaalde weersomstandigheden worden gesuggereerd, zoals een harde wind die de boom naar één kant doet overhellen. Het gebruik van stenen begroeid met mos of korstmos geven het geheel een realistische toets.
Penjing is in zekere mate beïnvloedt door het taoïsme, een filosofische en religieuze stroming met een sterke hang naar de natuur. De kunstenaar probeert door contrasten het concept van yin en yang in het landschap weer te geven, een evenwichtige balans die ook in de natuur kan worden aangetroffen. Favoriete dubbelthema's zijn bijvoorbeeld overheersing en onderwerping, materie en leegte, leven en dood en licht en donker. De inspiratie voor een penjingontwerp beperkt zich niet louter tot beschouwingen van de natuur. Andere invloeden op penjing zijn Chinese schilderkunst, dichtkunst en kalligrafie; traditionele kunstvormen die samen met penjing tot de hoogste kunstvormen van China worden gerekend.

### Categorieën
De compositie van een penjingstuk kan variëren van een enkele miniatuurboom in een sierlijke pot tot een complex landschap van planten, water en stenen, geplaatst op een sober presenteerblad van steen of hout. Bij shumu penjing (樹木盆景; 'bomen-penjing') ligt de nadruk op de weergave van een of meer bomen of struiken in een bak, eventueel aangevuld met enkele andere planten. Shan shui penjing (山水盆景) is een miniatuurlandschap die voldoet aan de regels van shan shui, wat letterlijk 'berg' en 'water' betekent. Hiervoor worden stenen en kleine planten in een bak of pot gerangschikt in of rond een waterpartij. Shuihan penjing (水旱盆景; 'overstroming en droogte') combineert de eerste twee categorieën. Miniatuurbomen nemen de plaats in van de kleine planten. Het gebruik van miniatuurvoorwerpen als gebouwen, bruggen en menselijke structuren kan het geheel in een sociale of historische context plaatsen.

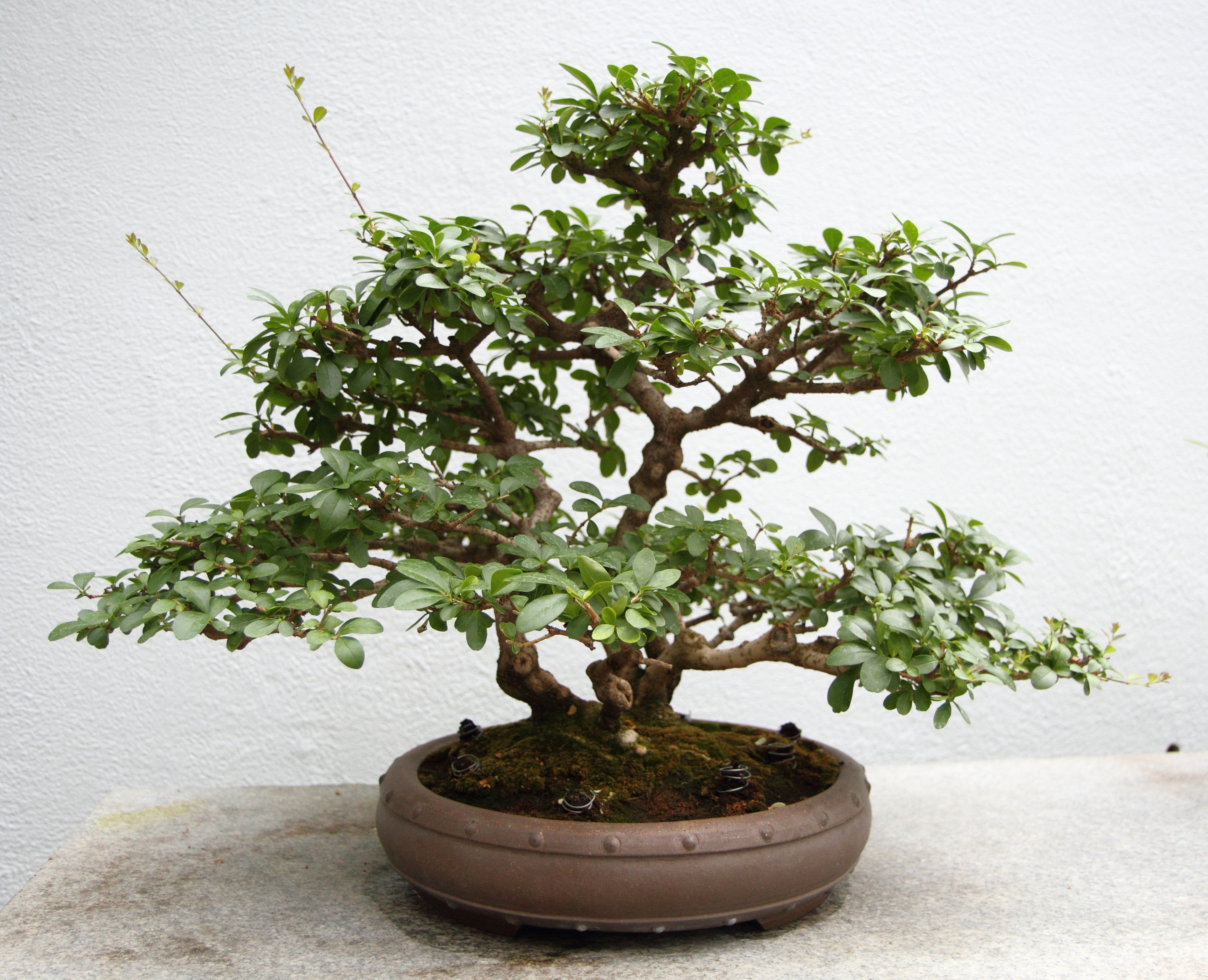
Shumu penjing van een liguster  (Ligustrum sinense)
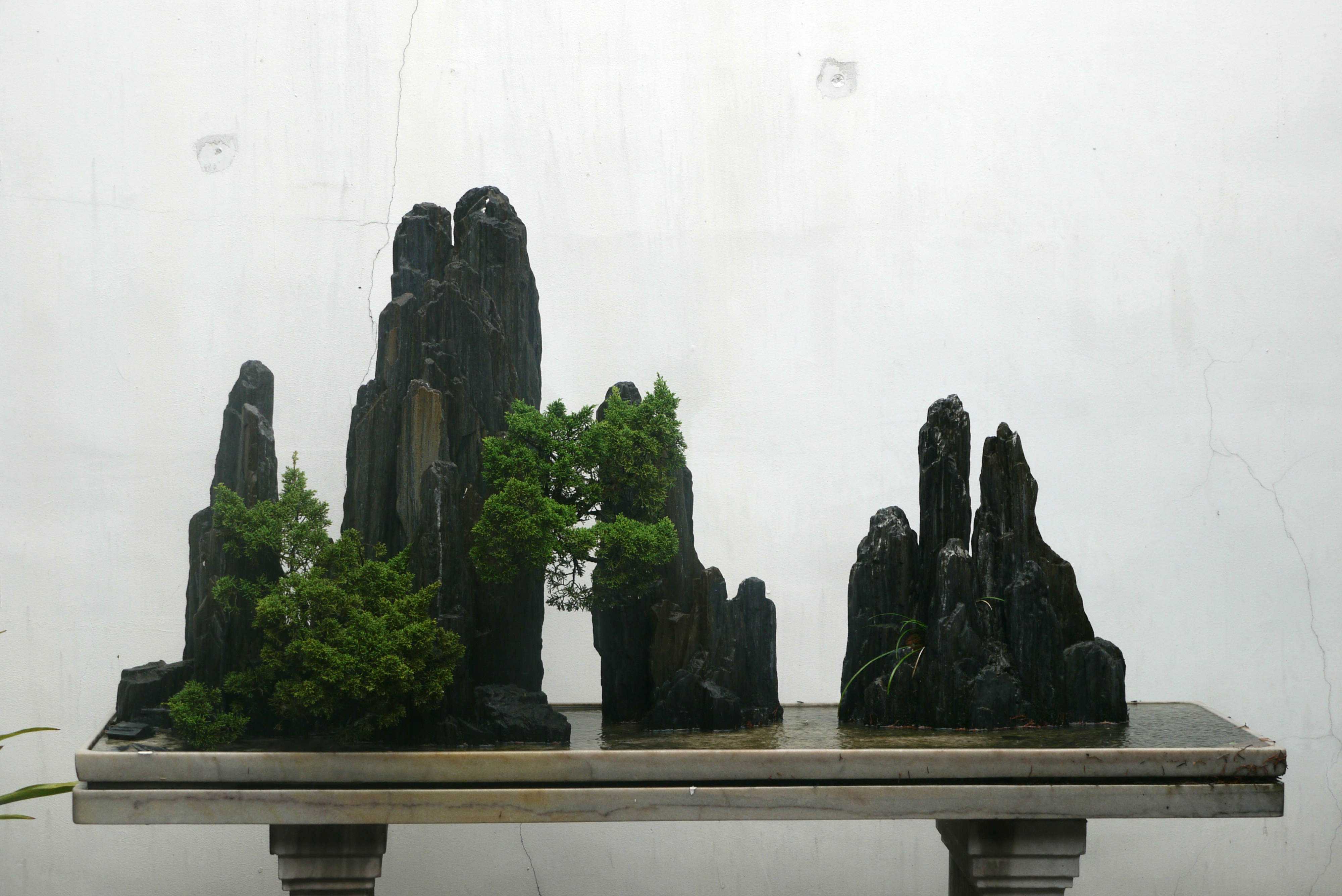
Shan shui penjing: een combinatie van rotsen, water en planten
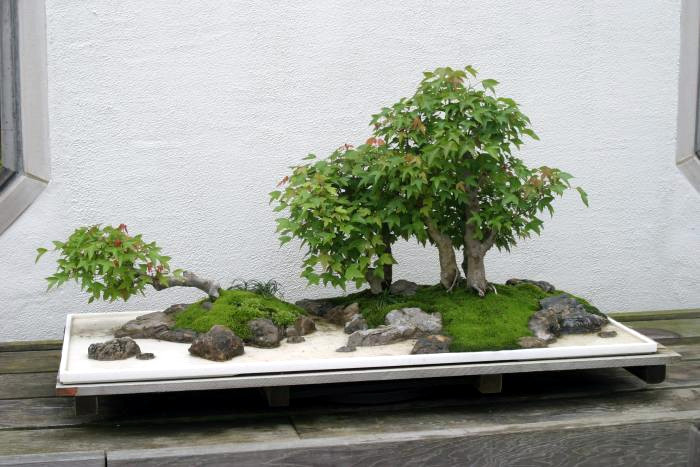
Shuihan penjing van Japanse esdoorns (Acer palmatum)

### Stijl

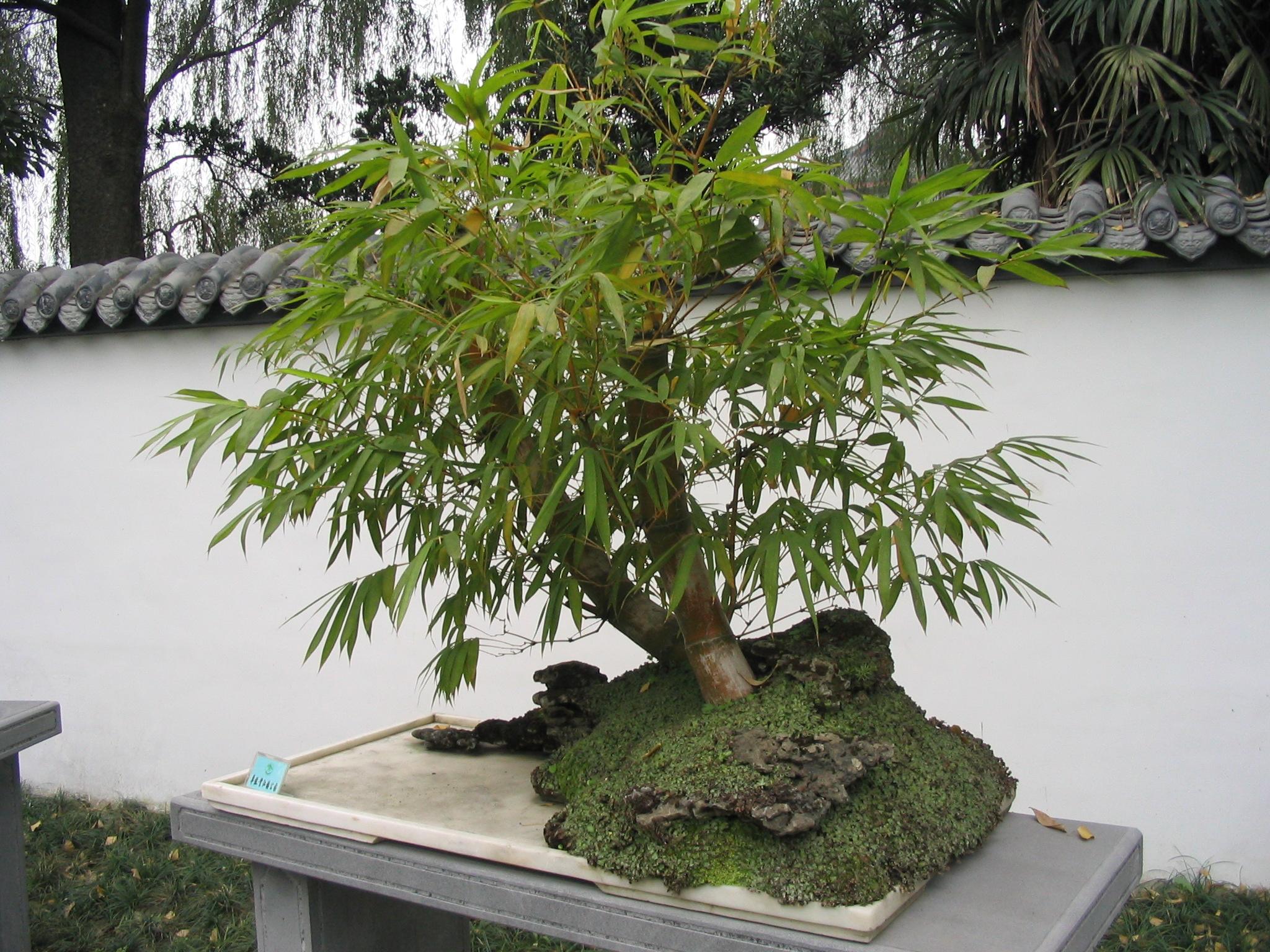
Een bamboe-penjing afkomstig uit Chengdu

De tientallen stijlen in traditionele Chinese penjing worden gewoonlijk vernoemd naar de regio van oorsprong. Een stijl wordt geclassificeerd aan de hand van kenmerken die typerend zijn voor de plaats van herkomst. Meestal is de meest dominante plantensoort in een werk doorslaggevend. Ook aan de hand van andere aspecten kan een geoefend oog de herkomst van een stuk achterhalen, zoals de schikking van de stenen en de vorm van de boomtakken. Sommige penjingstijlen worden al sinds de 16e eeuw toegepast.

### Verwante kunstvormen
Penjing onderscheidt zich van de Japanse bonsai door een grotere verscheidenheid aan boomvormen en een veelvuldiger gebruik van opvallend gekleurde en kunstig vormgegeven potten. Bonsaibomen zijn volgens striktere standaarden vormgegeven en meestal geplaatst in een lage, onopvallende pot. Het geheel ziet er daardoor meestal verfijnder uit dan penjing.
Saikei is een Japanse kunsttraditie waarbij bonsai, bonseki en bonkei worden gecombineerd in levende miniatuurlandschappen. Net als shan shui penjing wordt er gebruik gemaakt van planten, rotsen en water, niet van decoratieve miniaturen. Saikei beantwoordt net als bonsai aan strenge esthetische normen.
Bij het Vietnamese hòn non bộ worden rotsen, eilanden en water gecombineerd met levende bomen en planten. Er wordt een grotere verscheidenheid aan miniatuurvoorwerpen gebruikt als bij shuihan penjing. Mensen, dieren, voertuigen, gebouwen, bruggen en andere zaken geven duiding aan de schaal van het geheel.

## Geschiedenis
De Chinese pot of bak, de pen genoemd, heeft zijn oorsprong in de Neolitihische Yangshaocultuur. In deze periode werd een aardewerken, ondiepe schaal met een voet gebruikt. Gelijkvormige schalen van brons werd gedurende  de Shang- en Zhou-dynastie (±1750–256 v.Chr.) gebruikt voor hofceremonies en religieuze rites. Later werden ook tal van schalen en bakken met andere vormen gebruikt als wierookbranders of om spullen in te bewaren.

### Eerste versies

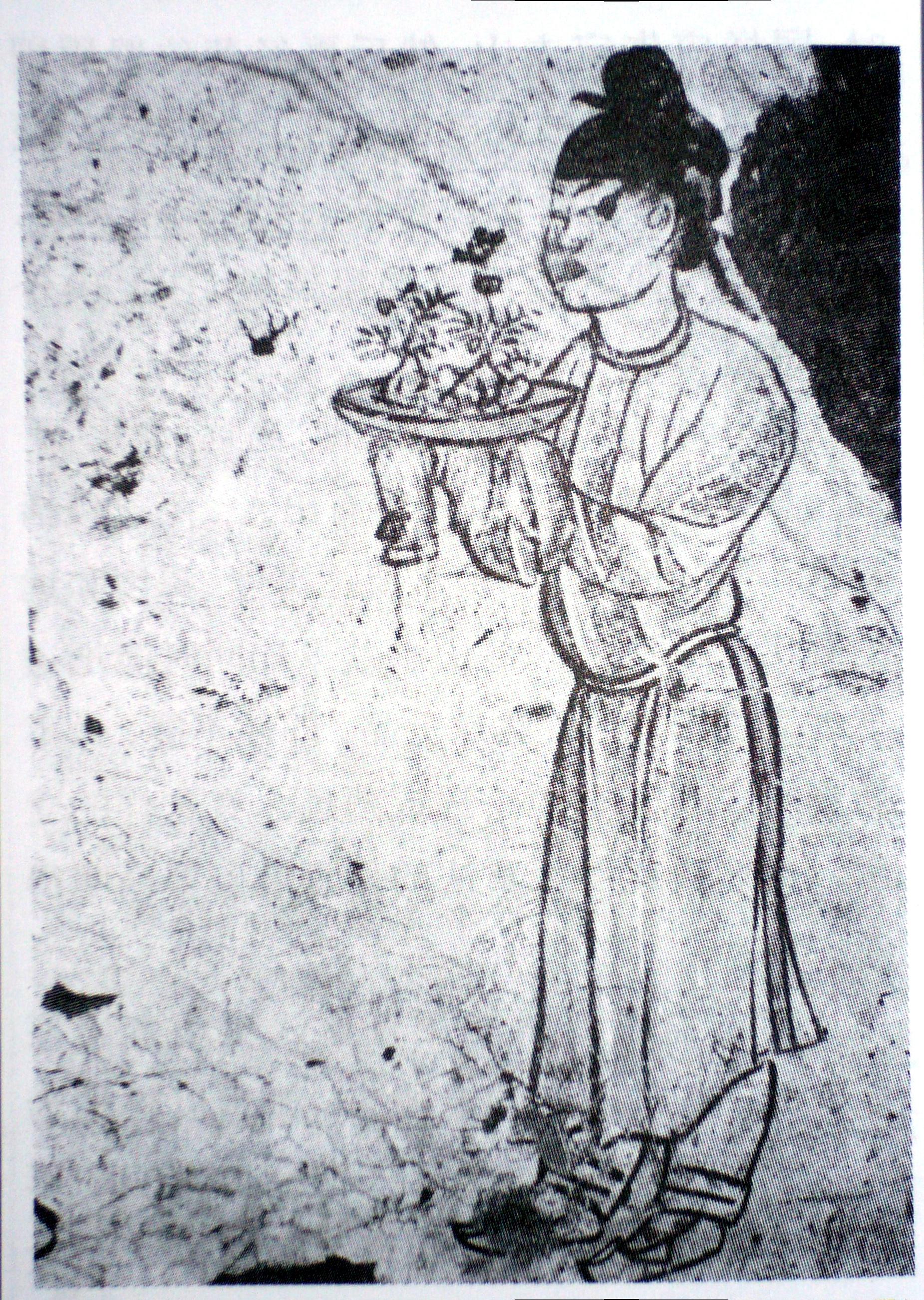
Het meisje op deze muurschildering in het Qianling-mausoleum draagt een blad met stenen en miniatuurbomen

Reeds in de 1e eeuw na Chr. creëerden taoïsten miniatuurlandschappen ten behoeve van contemplatieve meditaties. Legendes uit de 3e en 4e eeuw verhalen over taoïsten die het vermogen hadden om een heel landschap te verkleinen tot een formaat dat in een kleine bak paste. De oudst bekende beschrijvingen van miniatuurlandschappen stammen uit de periode van de Tang-dynastie (618–907). Deze landschappen werden punsai genoemd en bevatten al bomen in miniatuurformaat. De vroegst bekende afbeelding van penjing is een muurschildering uit 706, ten tijde van de Tang-dynastie. In een gang van het Qianling-mausoleum dat naar het graf van prins Zhang Huai leidt zijn twee dienstmeisjes te zien die dienbladen dragen met daarop een compositie van stenen en zeer kleine fruitboompjes.
Voor de eerste penjingversies werden waarschijnlijk knoestige oude boompjes verzameld in de vrije natuur. Met de verbreiding van het chán-boeddhisme in China ontstond er een groeiende vraag naar de miniatuurtuintjes met de bijbehorende dwergboompjes. Door jonge bomen en struiken kunstmatig te manipuleren kon in deze behoefte worden voorzien. Het geheel werd in een pot of op een bak geplaatst. Mogelijk werden reeds toen al fraai gevormde stenen gebruikt, die bedekt waren met mos of korstmos en zo de indruk van een landschap versterkten.

### Bonsai
Vanaf de 6e eeuw bezochten Japanse diplomaten en boeddhistische studenten het Chinese vasteland. Zij namen verschillende voorwerpen mee terug naar Japan, waaronder een aantal penjingstukken. Een van de oudst bekende afbeeldingen van een penjing in Japan dateert uit 1309. Het staat afgebeeld in een handrol waarop op een werkbank een ondiep houten blad en een aardewerken schaal staan, beide van Chinese origine. Op deze voorwerpen zijn dwergbomen, gras en stenen gerangschikt.
Het chán-boeddhisme had zich vanaf de 11e eeuw ook in Japan uitgebreid, waar het als zen bekend kwam te staan. De Japanse Zen-boeddhisten streefden naar "schoonheid in strenge soberheid". Zij ontdeden penzai van wat zij beschouwden als nodeloze franje en plaatsten de miniatuurboom centraal in een zeer sobere pen. Deze Japanse variant kwam bekend te staan als bonsai; de Japanse uitspraak van penzai.

### Verdere ontwikkelingen

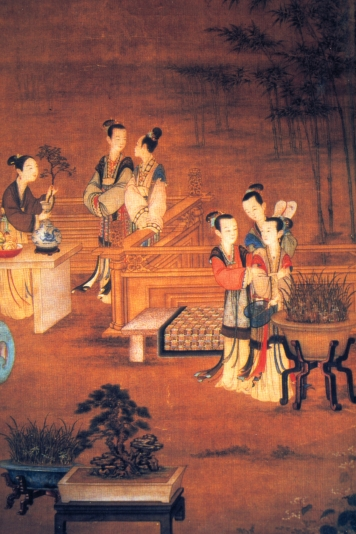
Penjingbomen in de tuin van het keizerlijke Ming-hof (ca. 1580)

In China bestond er gedurende de Ming-dynastie (1368–1644) een bloeiende handel in penjing die nog lange tijd zou floreren. Omstreeks het einde van de 16e eeuw werden stukken uit Suzhou te Jiangsu beschouwd als de meest toonaangevende exemplaren van die tijd. Aan het einde van de 18e eeuw maakten kunstenaars in Yangzhou faam met realistische creaties waarbij water en aarde onderdeel van het landschap uitmaakten.
Een aantal westerse bronnen geven een beeld van penjing in de eerste helft van de 19e eeuw. Er wordt melding gemaakt van penjingwerkstukken die doorgaans 30 tot 60 centimeter hoog waren en waar twee tot twintig jaar aan was gewerkt. Voor de centrale boom werden onder andere dennen, pruimenbomen en bamboeplanten gebruikt. Deze planten, die samen de Drie Vrienden van de Winter (歲寒三友) worden genoemd, staan gezamenlijk symbool voor standvastigheid, doorzettingsvermogen en veerkracht, eigenschappen die hoog staan aangeschreven in het confucianisme. Andere veelgebruikte bomen in deze periode waren iepen, jeneverbesbomen en cipressen. De takken van deze bomen laten zich relatief makkelijk vormen door bamboestengels, loden strips en metaaldraad. Ze verdragen veelvuldige snoei en kunnen eenvoudig worden geënt. Om de bomen een verweerd en oud uiterlijk te geven werd de bast verschroeid of ingesmeerd met suikerrijke substanties om termieten aan te lokken.
In 1868 kreeg penjing enige bekendheid in de Verenigde Staten toen een collectie van dwergbomen werden tentoongesteld in Brooklyn. Mede dankzij de invoering van de Chinese Exclusion Act in 1882 verminderde de belangstelling voor de Chinese cultuur in Amerika. Wel raakten Amerikanen bekend met de Japanse bonsaibomen. Nog steeds wordt bonsai gebruikt als parapluterm voor beide kunstvormen.